# 曽我朋義
曽我 朋義（そが ともよし）は、 新潟県佐渡郡金井町（現在の佐渡市金井地区）出身の慶應義塾大学大学院政策・メディア研究科教授、慶應義塾大学先端生命科学研究所教授、慶應義塾大学医学部教授（兼担）、ヒューマン・メタボローム・テクノロジーズ（株）創業者、理化学研究所植物科学研究センター客員主管研究員。工学博士。専門分野は、メタボローム解析、分析化学、がん代謝。
キャピラリー電気泳動-質量分析計 (CE-MS) によるメタボローム測定法を世界に先駆けて開発し、細胞内に存在する数千の代謝物質の一斉分析に成功する。CE-MS法は、イオン性代謝物の画期的な測定法として現在国内外から注目される。すでに、微生物（大腸菌、枯草菌、酵母等）、植物（イネ、シロイヌナズナ）、動物の組織、がん細胞等様々な生物種に応用し、代謝調節メカニズムの解明、薬物の副作用バイオマーカーの発見、がん細胞特有の代謝経路解明、血液メタボロミクスによる体内時刻の測定法の開発等の成果がある。CE-MSによるメタボローム解析法を創薬等の産業に応用するため、ヒューマン・メタボローム・テクノロジーズ（株）を創業し、取締役として同社を東証マザーズ上場に導いた。

## 学歴
- 金井町立金井小学校卒業
- 横浜市立六浦中学校卒業
- 神奈川県立横浜緑ケ丘高等学校卒業
- 慶應義塾大学工学部応用化学科卒業
- 博士（工学）（豊橋技術科学大学・2000年）

## 職歴
- 1984年　横河電機株式会社科学機器技術部
- 1992年　横河アナリティカルシステムズ株式会社アプリケーション開発課アプリケーションセンター
- 2001年 　慶應義塾大学環境情報学部および先端生命科学研究所 助教授
- 2006年　 慶應義塾大学環境情報学部および先端生命科学研究所 教授
- 2008年～ 慶應義塾大学医学部教授（兼担）
- 2022年～ 慶應義塾大学政策・メディア研究科および先端生命科学研究所 教授（現職）

その他 非常勤、客員等
- 2003年 ヒューマン・メタボローム・テクノロジーズ㈱ 取締役
- 2010年～ ヒューマン・メタボローム・テクノロジーズ㈱ 技術顧問
- 2005年～ 理化学研究所植物科学研究センター客員主管研究員（兼務）
- 2001年 琉球大学客員教授
- 2004年 東京大学分子細胞生物学研究所 非常勤講師
- 2008年 神戸大学大学院医学研究科 非常勤講師
- 2009年 山形大学大学院医学研究科 非常勤講師
- 2013年 高知大学大学院医学研究科非常勤講師
- 2020年 東京大学大学院医学系研究科非常勤講師
- 2020年 東京大学大学院薬学系研究科非常勤講師

## 受賞
- 2003年 第17回独創性を拓く先端技術大賞 日本工業新聞賞
- 2004年 第3回産学官連携功労者表彰 科学技術政策担当大臣賞
- 2004年 第4回慶應義塾大学知的資産センター賞
- 2005年 第5回バイオビジネスコンペJAPAN 最優秀賞
- 2007年 平成19年度科学技術分野の文部科学大臣表彰科学技術賞・研究部門
- 2009年 平成21年度全国発明表彰 発明協会会長賞
- 2010年 第7回酸化ストレスと肝研究会 奨励賞
- 2011年 義塾賞
- 2015年 第2回寺部茂賞
- 2022年 福澤賞